# Armina californica
Armina californica is een slakkensoort uit de familie van de Arminidae. De wetenschappelijke naam van de soort is voor het eerst geldig gepubliceerd in 1863 door J. G. Cooper.